# Giovanni Strazzer
Giovanni Strazzer (23 maart 1965) is een Italiaans voormalig wielrenner.

## Overwinningen
1989
3e etappe Grand Prix du Midi Libre

## Resultaten in de voornaamste wedstrijden
| Jaar | Ronde van Italië | Ronde van Frankrijk | Ronde van Spanje |
| ---- | ---------------- | ------------------- | ---------------- |
| 1988 | 110e             |                     |                  |
| 1989 |                  |                     |                  |
| 1990 | 160e             |                     |                  |
| 1991 | 121e             |                     |                  |
| 1992 | 135e             |                     |                  |

| Jaar | Milaan-San Remo | Amstel Gold Race |
| ---- | --------------- | ---------------- |
| 1988 | 105e            |                  |
| 1989 |                 |                  |
| 1990 |                 |                  |
| 1991 | 82e             |                  |
| 1992 | 199e            | 56e              |

## Ploegen
- 1988:  Malvor-Bottecchia
- 1989:  Malvor-Sidi
- 1990:  Malvor-Sidi
- 1991:  Jolly Componibili-Club 88
- 1992:  ZG Mobili-Selle Italia

Wielerploegen van Giovanni Strazzer
Beccia ·
Contini ·
Faresin ·
Lietti ·
Lorenzon ·
Mini ·
Pizzol ·
M. Popp ·
P. Popp ·
R. Popp ·
Rassinger ·
Strazzer ·
Tomassini ·
Venerucci ·
Wechselberger ·
Wohlfahrter
Allocchio ·
Ballerini ·
Bordonali ·
Contini ·
Faresin ·
Fregonese ·
Furlan ·
Gallo ·
Giupponi ·
Lang ·
Lietti ·
Lorenzon ·
Pagnin ·
Piasecki ·
Piovani ·
Pizzol ·
Rota ·
A. Saronni ·
G. Saronni ·
Strazzer ·
Vanzella ·
Visentini
Citterio ·
Faresin ·
Gallo ·
Lorenzon ·
Mara ·
Pagnin ·
Pierobon ·
Strazzer ·
Tomasini ·
Tonetti
Barsotelli ·
Botarelli ·
Brandini ·
Cattai ·
Giuliani (tot 31/07) ·
Leoni ·
Rocchi ·
Siboni · 
Steiger ·
G. Strazzer ·
M. Strazzer ·
Toffali ·
M. Vitali ·
S. Vitali ·
Vona
Barroso ·
Caruso ·
Citterio ·
Colagè ·
Consonni · 
Faresin ·
Mantovan ·
Marcozzi ·
Maya ·
Perona · 
Pierobon ·
Puttini ·
Rodríguez ·
Sierra ·
Strazzer ·
Trepin ·
Wyder